# Aspitus
Aspitus is een kevergeslacht uit de familie van de boktorren (Cerambycidae). De wetenschappelijke naam van het geslacht werd voor het eerst geldig gepubliceerd in 1893 door Kolbe.

## Soorten
Aspitus is monotypisch en omvat slechts de volgende soort:
- Aspitus seriatus Kolbe, 1893